# Dziewiątle
Dziewiątle is een plaats in het Poolse district  Opatowski, woiwodschap Święty Krzyż. De plaats maakt deel uit van de gemeente Iwaniska en telt 210 inwoners.